# Wang Yafan
Wang Yafan (王雅繁S, Wáng YǎfánP; Nanchino, 30 aprile 1994) è una tennista cinese.

## Carriera
Ha raggiunto la migliore posizione nel ranking in singolare nel 2019 il 7 ottobre 2019 alla posizione n.47, e in doppio alla posizione n.49 il 15 febbraio 2016. 
Ha vinto un solo titolo in singolare nel 2019, l'Abierto Mexicano de Tenis, contro Kenin. In doppio ha vinto tre titoli, due in coppia con Liang Chen, di cui il prestigioso WTA Elite Trophy nell'edizione inaugurale del 2015 contro le spagnole Anabel Medina Garrigues e Arantxa Parra Santonja, e l'ultima edizione del Taiwan Open insieme a Duan Yingying.

## Statistiche WTA

### Singolare

#### Vittorie (1)
| Legenda               | Legenda      |
| --------------------- | ------------ |
| Grande Slam (0)       |              |
| Ori Olimpici (0)      |              |
| WTA Finals (0)        |              |
| WTA Elite Trophy (0)  |              |
| Dal 2009 al 2020      | Dal 2021     |
| Premier Mandatory (0) | WTA 1000 (0) |
| Premier 5 (0)         | WTA 1000 (0) |
| Premier (0)           | WTA 500 (0)  |
| International (1)     | WTA 250 (0)  |

| N. | Data         | Torneo                              | Superficie | Avversaria in finale | Punteggio     |
| 1. | 2 marzo 2019 | Abierto Mexicano de Tenis, Acapulco | Cemento    | Sofia Kenin          | 2-6, 6-3, 7-5 |

### Doppio

#### Vittorie (3)
| Legenda               | Legenda      |
| --------------------- | ------------ |
| Grande Slam (0)       |              |
| Ori Olimpici (0)      |              |
| WTA Finals (0)        |              |
| WTA Elite Trophy (1)  |              |
| Dal 2009 al 2020      | Dal 2021     |
| Premier Mandatory (0) | WTA 1000 (0) |
| Premier 5 (0)         | WTA 1000 (0) |
| Premier (0)           | WTA 500 (0)  |
| International (2)     | WTA 250 (0)  |

| N. | Data            | Torneo                       | Superficie  | Compagna      | Avversarie in finale                           | Punteggio        |
| 1. | 8 marzo 2015    | Malaysian Open, Kuala Lumpur | Cemento     | Liang Chen    | Julija Bejhel'zymer Ol'ga Savčuk               | 4-6, 6-3, [10-4] |
| 2. | 8 novembre 2015 | WTA Elite Trophy, Zhuhai     | Cemento (i) | Liang Chen    | Anabel Medina Garrigues Arantxa Parra Santonja | 6-4, 6-3         |
| 3. | 4 febbraio 2018 | Taiwan Open, Taipei          | Cemento (i) | Duan Yingying | Nao Hibino Oksana Kalašnikova                  | 7-6(4), 7-6(5)   |

#### Sconfitte (4)
| Legenda               | Legenda      |
| --------------------- | ------------ |
| Grande Slam (0)       |              |
| Argenti Olimpici (0)  |              |
| WTA Finals (0)        |              |
| WTA Elite Trophy (0)  |              |
| Dal 2009 al 2020      | Dal 2021     |
| Premier Mandatory (0) | WTA 1000 (0) |
| Premier 5 (0)         | WTA 1000 (0) |
| Premier (0)           | WTA 500 (0)  |
| International (4)     | WTA 250 (0)  |

| N. | Data            | Torneo                       | Superficie | Compagna      | Avversarie in finale                  | Punteggio         |
| 1. | 10 gennaio 2015 | Shenzhen Open, Shenzhen      | Cemento    | Liang Chen    | Ljudmyla Kičenok Nadežda Kičenok      | 4-6, 6(6)-7       |
| 2. | 6 marzo 2016    | Malaysian Open, Kuala Lumpur | Cemento    | Liang Chen    | Varatchaya Wongteanchai Yang Zhaoxuan | 6-4, 4-6, [7-10]  |
| 3. | 3 febbraio 2019 | Thailand Open, Hua Hin       | Cemento    | Anna Blinkova | Irina-Camelia Begu Monica Niculescu   | 6-2, 1-6, [10-12] |
| 4. | 8 marzo 2020    | Monterrey Open, Monterrey    | Cemento    | Miyu Katō     | Kateryna Bondarenko Sharon Fichman    | 6-4, 3-6, [7-10]  |

## Circuito WTA 125

### Singolare

#### Vittorie (1)
| N. | Data           | Torneo                     | Superficie | Avversaria in finale | Punteggio |
| 1. | 19 agosto 2023 | Golden Gate Open, Stanford | Cemento    | Kamilla Rachimova    | 6-2, 6-0  |

#### Sconfitte (1)
| N. | Data           | Torneo                    | Superficie | Avversaria in finale | Punteggio     |
| 1. | 22 aprile 2018 | Zhengzhou Open, Zhengzhou | Cemento    | Zheng Saisai         | 7-5, 2-6, 1-6 |

### Doppio

#### Vittorie (4)
| N. | Data             | Torneo                        | Superficie  | Compagna             | Avversarie in finale                   | Punteggio   |
| 1. | 15 novembre 2015 | Hua Hin Open, Hua Hin         | Cemento     | Liang Chen           | Varatchaya Wongteanchai Yang Zhaoxuan  | 6-3, 6-4    |
| 2. | 12 novembre 2017 | Hua Hin Open, Hua Hin (2)     | Cemento     | Duan Yingying        | Dalila Jakupovič Irina Chromačëva      | 6-3, 6-3    |
| 3. | 22 aprile 2018   | Zhengzhou Open, Zhengzhou     | Cemento     | Duan Yingying        | Naomi Broady Yanina Wickmayer          | 7-6(5), 6-3 |
| 4. | 10 giugno 2018   | Croatian Bol Ladies Open, Bol | Terra rossa | Mariana Duque Mariño | Sílvia Soler Espinosa Barbora Štefková | 6-3, 7-5    |

#### Sconfitte (1)
| N. | Data          | Torneo                 | Superficie | Compagna      | Avversarie in finale        | Punteggio        |
| 1. | 2 agosto 2015 | Jiangxi Open, Nanchang | Cemento    | Chan Chin-wei | Chang Kai-chen Zheng Saisai | 3-6, 6-4, [3-10] |

## Statistiche ITF

### Singolare

#### Vittorie (16)
| Torneo $100.000 (0) |
| Torneo $80.000 (0)  |
| Torneo $75.000 (0)  |
| Torneo $60.000 (3)  |
| Torneo $50.000 (0)  |
| Torneo $40.000 (0)  |
| Torneo $25.000 (8)  |
| Torneo $15.000 (0)  |
| Torneo $10.000 (5)  |

| N.  | Data              | Torneo                                             | Superficie  | Avversaria in finale | Punteggio          |
| 1.  | 6 maggio 2012     | Mitra Kemayoran Women's Circuit, Giacarta          | Cemento     | Yang Zi              | 6-1, 6-3           |
| 2.  | 3 marzo 2013      | Sydney Tennis International, Sydney                | Cemento     | Misa Eguchi          | 6-2, 6-0           |
| 3.  | 1º settembre 2013 | ITF Women's Circuit Yeongwol, Yeongwol             | Cemento     | Kim Sun-jung         | 6-1, 6-4           |
| 4.  | 8 settembre 2013  | ITF Women's Circuit Yeongwol, Yeongwol             | Cemento     | Lee Pei-chi          | 2-6, 6-1, 6-2      |
| 5.  | 12 luglio 2014    | Singha BEC TERO ITF Circuit, Bangkok               | Cemento     | Sabina Šaripova      | 6-3, 6-2           |
| 6.  | 19 luglio 2014    | Chang ITF Thailand Pro Circuit Phuket, Phuket      | Cemento (i) | Xu Yifan             | 3-6, 6-2, 7-5      |
| 7.  | 26 luglio 2015    | Biyuan Zhengzhou Women's Tennis Open, Zhengzhou    | Cemento     | Duan Yingying        | 6-4, 6-4           |
| 8.  | 23 luglio 2017    | Tianjin Health Industry Park, Tianjin              | Cemento     | Zhu Lin              | 6-4, 6-2           |
| 9.  | 29 ottobre 2017   | Bank of Liuzhou Cup, Liuzhou                       | Cemento     | Nao Hibino           | 3–6, 6–4, 3–3 ret. |
| 10. | 4 novembre 2018   | Bank of Liuzhou Cup, Liuzhou                       | Cemento     | Han Na-lae           | 6-4, 6-2           |
| 11. | 20 febbraio 2022  | Antalya Series, Adalia                             | Terra rossa | Katharina Hobgarski  | 7-5, 6-3           |
| 12. | 26 marzo 2023     | Canberra Claycourt International, Canberra         | Terra rossa | Olivia Gadecki       | 3-6, 6-2, 6-0      |
| 13. | 28 maggio 2023    | Karuizawa Yonex Open, Karuizawa                    | Erba        | Haruka Kaji          | 6-0, 6-1           |
| 14. | 4 giugno 2023     | Tokyo Ariake International Ladies Open, Tokyo      | Cemento     | Johanne Svendsen     | 6-1, 6-0           |
| 15. | 11 giugno 2023    | Luzhou Open, Luzhou                                | Cemento     | You Xiaodi           | 7-5, 6-2           |
| 16. | 9 luglio 2023     | ITF World Tennis Tour Women's Hong Kong, Hong Kong | Cemento     | Eudice Chong         | 6-2, 6-3           |

#### Sconfitte (8)
| Torneo $100.000 (0) |
| Torneo $80.000 (0)  |
| Torneo $75.000 (0)  |
| Torneo $60.000 (2)  |
| Torneo $50.000 (1)  |
| Torneo $40.000 (0)  |
| Torneo $25.000 (3)  |
| Torneo $15.000 (1)  |
| Torneo $10.000 (1)  |

| N. | Data             | Torneo                                            | Superficie  | Avversaria in finale | Punteggio        |
| 1. | 6 maggio 2012    | Chang ITF Thailand Pro Circuit Bangkok, Bangkok   | Cemento     | Nungnadda Wannasuk   | 3–6, 1–6         |
| 2. | 23 febbraio 2014 | City of Salisbury Tennis International, Salisbury | Cemento     | Jang Su-jeong        | 3–6, 6(6)–7      |
| 3. | 10 aprile 2016   | Kashiwa Open, Kashiwa                             | Cemento     | Jang Su-jeong        | 4–6, 6–1, 3–6    |
| 4. | 23 ottobre 2016  | ITF Women's Circuit Suzhou, Suzhou                | Cemento     | Chang Kai-chen       | 6–4, 2–6, 1–6    |
| 5. | 12 agosto 2018   | Jinan International Open, Jinan                   | Cemento     | Zhu Lin              | 4–6, 1–6         |
| 6. | 27 febbraio 2022 | Antalya Series, Adalia                            | Terra rossa | Réka Luca Jani       | 4-6, 3-6         |
| 7. | 5 marzo 2023     | Swan Hill International, Swan Hill                | Erba        | Joanna Garland       | 3-6, 6-4, 6(7)-7 |
| 8. | 30 luglio 2023   | Dallas Summer Series, Dallas                      | Cemento (i) | Julija Starodubceva  | 6-3, 2-6, 2-6    |

### Doppio

#### Vittorie (7)
| Torneo $100.000 (1) |
| Torneo $80.000 (0)  |
| Torneo $75.000 (1)  |
| Torneo $60.000 (1)  |
| Torneo $50.000 (1)  |
| Torneo $40.000 (0)  |
| Torneo $25.000 (0)  |
| Torneo $15.000 (0)  |
| Torneo $10.000 (3)  |

| N. | Data             | Torneo                                                | Superficie  | Compagna      | Avversarie in finale                  | Punteggio              |
| 1. | 10 aprile 2010   | Ningbo Challenger, Ningbo                             | Cemento     | Yang Zhaoxuan | Lu Jiaxiang Yang Zijun                | 1-6, 6-2, [10-4]       |
| 2. | 8 dicembre 2012  | Chang ITF Thailand Pro Circuit Bangkok, Bangkok       | Cemento     | Wen Xin       | Kim Na-ri Lee Ye-ra                   | 7-5, 7-5               |
| 3. | 15 dicembre 2012 | Chang ITF Thailand Pro Circuit Bangkok, Bangkok       | Cemento     | Wen Xin       | Huỳnh Phương Đài Trang Li Yihong      | 6-0, 6-3               |
| 4. | 28 giugno 2014   | ITF Women's Circuit Xi'an, Xi'an                      | Cemento     | Lu Jiajing    | Liang Chen Yang Zhaoxuan              | 6-3, 7-6(2)            |
| 5. | 2 maggio 2015    | Kangaroo Cup, Gifu                                    | Cemento     | Xu Yifan      | An-Sophie Mestach Emily Webley-Smith  | 6-2, 6-3               |
| 6. | 7 maggio 2016    | ITF Women's Circuit Anning, Anning                    | Terra rossa | Zhang Kailin  | Varatchaya Wongteanchai Yang Zhaoxuan | 6(3)-7, 7-6(2), [10-1] |
| 7. | 20 maggio 2023   | Kurume U.S.E Cup International Women's Tennis, Kurume | Erba        | Talia Gibson  | Funa Kozaki Junri Namigata            | 6-3, 6-3               |

#### Sconfitte (5)
| Torneo $100.000 (0) |
| Torneo $80.000 (0)  |
| Torneo $75.000 (0)  |
| Torneo $60.000 (0)  |
| Torneo $50.000 (2)  |
| Torneo $40.000 (0)  |
| Torneo $25.000 (1)  |
| Torneo $15.000 (1)  |
| Torneo $10.000 (1)  |

| N. | Data             | Torneo                                                   | Superficie  | Compagna       | Avversarie in finale           | Punteggio        |
| 1. | 2 luglio 2012    | Qianhai Huzhu Tianyoude Cup, Contea autonoma tu di Huzhu | Terra rossa | Tian Ran       | Li Yihong Zhang Kailin         | 6–3, 4–6, [6–10] |
| 2. | 2 marzo 2013     | Sydney Tennis International, Sydney                      | Cemento     | Tamara Čurović | Misa Eguchi Mari Tanaka        | 6–4, 5–7, [8–10] |
| 3. | 13 febbraio 2015 | Launceston Tennis International, Launceston              | Cemento     | Yang Zhaoxuan  | Han Xinyun Junri Namigata      | 4–6, 6–3, [6–10] |
| 4. | 16 aprile 2016   | Pingshan Open, Shenzhen                                  | Cemento     | Liang Chen     | Shūko Aoyama Makoto Ninomiya   | 6(5)–7, 4–6      |
| 5. | 25 febbraio 2023 | Swan Hill International, Swan Hill                       | Erba        | Liang En-shuo  | Lily Fairclough Olivia Gadecki | 3-6, 3-6         |

## Vittorie contro giocatrici Top 10
| Stagione | 2019 | 2020-2022 | 2023 | 2024 | Totale |
| Vittorie | 1    | 0         | 1    | 1    | 3      |

| #    | Giocatrice      | Ranking | Evento                    | Superficie | Turno | Punteggio | Rank. WFR |
| ---- | --------------- | ------- | ------------------------- | ---------- | ----- | --------- | --------- |
| 2019 |                 |         |                           |            |       |           |           |
| 1.   | Elina Svitolina | 5       | Miami Open, Miami Gardens | Cemento    | 2T    | 6–2, 6–4  | 50        |
| 2023 |                 |         |                           |            |       |           |           |
| 2.   | Caroline Garcia | 7       | US Open, New York         | Cemento    | 1T    | 6–4, 6–1  | 114       |
| 2024 |                 |         |                           |            |       |           |           |
| 3.   | Maria Sakkarī   | 9       | US Open, New York         | Cemento    | 1T    | 6–2, rit. | 80        |